# 40 Jahre ZDF Hitparade
40 Jahre ZDF Hitparade es un álbum recopilatorio que abarca la carrera de la banda alemana Blue System desde 1987 hasta 1997. Fue lanzado al mercado el 17 de febrero de 2009. Es editado bajo el sello Sony Music y producido, compuesto y arreglado por Dieter Bohlen y coproducido por Luis Rodriguez. 

## Lista de canciones
| #   | Título                                    | Tiempo |
| --- | ----------------------------------------- | ------ |
| 1.  | "Intro Dieter Thomas Heck "               | 0:39   |
| 2.  | "Sorry Little Sarah (Maxi Version)"       | 5:12   |
| 3.  | "My Bed Is Too Big"                       | 3:15   |
| 4.  | "Under My Skin"                           | 3:31   |
| 5.  | "Silent Water"                            | 3:34   |
| 6.  | "Love Suite"                              | 3:17   |
| 7.  | "Magic Symphony"                          | 3:34   |
| 8.  | "Love Me On The Rocks"                    | 3:27   |
| 9.  | "Love Is Such A Lonely Sword"             | 4:15   |
| 10. | "When Sarah Smiles"                       | 3:40   |
| 11. | "Lucifer"                                 | 3:46   |
| 12. | "Déjà Vu"                                 | 3:06   |
| 13. | "Romeo And Juliet"                        | 3:52   |
| 14. | "History"                                 | 3:37   |
| 15. | "Operator"                                | 3:15   |
| 16. | "That's Love"                             | 3:32   |
| 17. | "Laila"                                   | 3:27   |
| 18. | "Outro Dieter Thomas Heck"                | 0:09   |
| 19. | "Sorry Little Sarah (New York Dance Mix)" | 5:56   |